# Mesoligia pseudonychinastriata
Mesoligia pseudonychinastriata là một loài bướm đêm trong họ Noctuidae.